# René Dupray de La Mahérie
René Dupray de La Mahérie (30 octobre 1887, Pervenchères - 21 juin 1933, Paris), est un homme politique français.

## Biographie
Maire de Pervenchères depuis 1920 et conseiller général de l'Orne depuis 1925, il fut élu député en 1932.
Il fut décoré de la croix de guerre, membre de la Société d'agriculture de l'Orne et vice-président du Syndicat des agriculteurs de l'Orne.

## Sources
- « René Dupray de La Mahérie », dans le Dictionnaire des parlementaires français (1889-1940), sous la direction de Jean Jolly, PUF, 1960 [détail de l’édition]